# Stari Serbî, Iemilciîne
Stari Serbî (în ucraineană Старі Серби) este un sat în comuna Serbî din raionul Iemilciîne, regiunea Jîtomîr, Ucraina.

## Demografie
Componența lingvistică a localității Stari Serbî
     Ucraineană (100%)
Conform recensământului din 2001, toată populația localității Stari Serbî era vorbitoare de ucraineană (100%).